# Douglas Wheelock

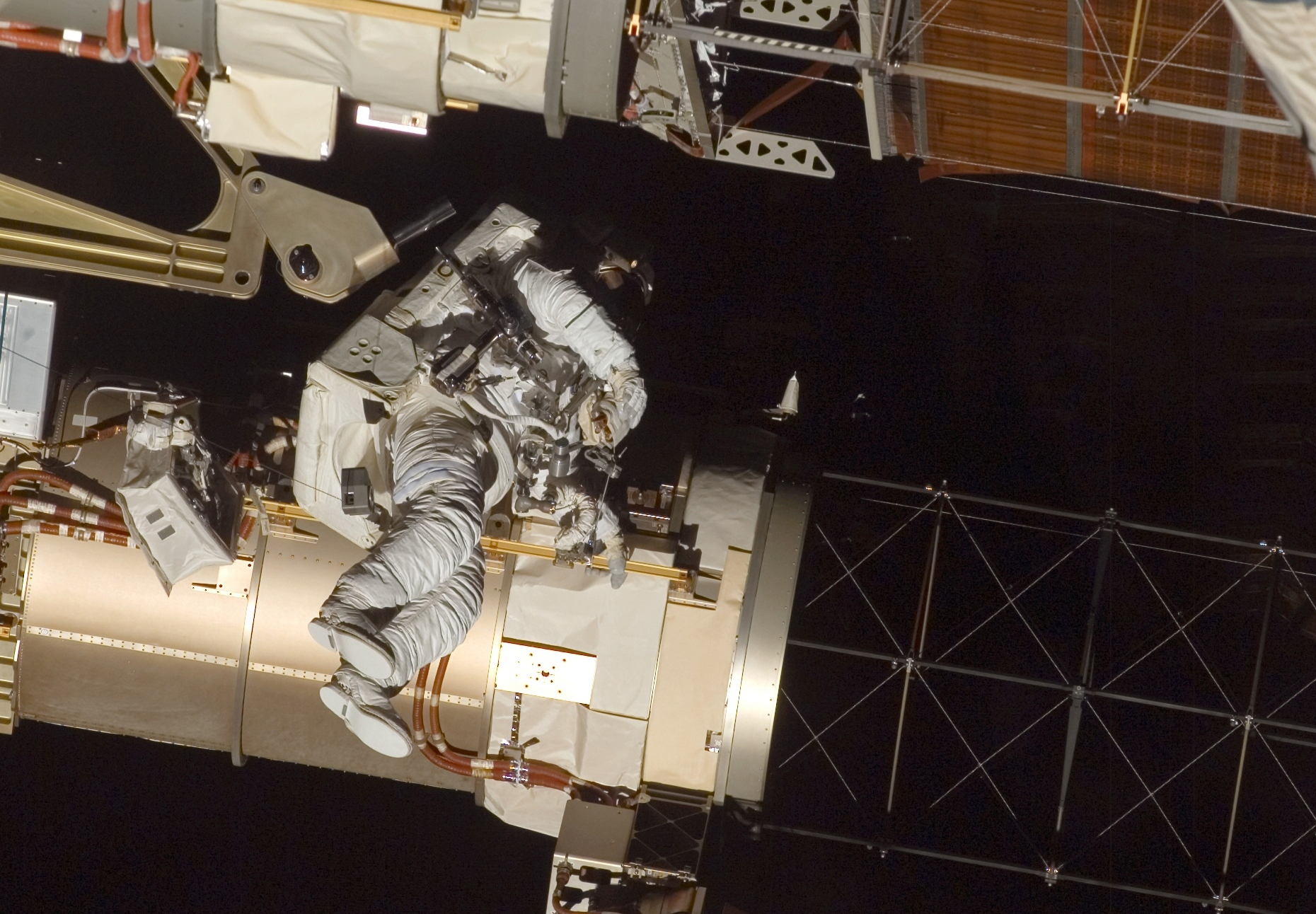
Misja STS-120 – Douglas Wheelock podczas pracy w otwartej przestrzeni kosmicznej

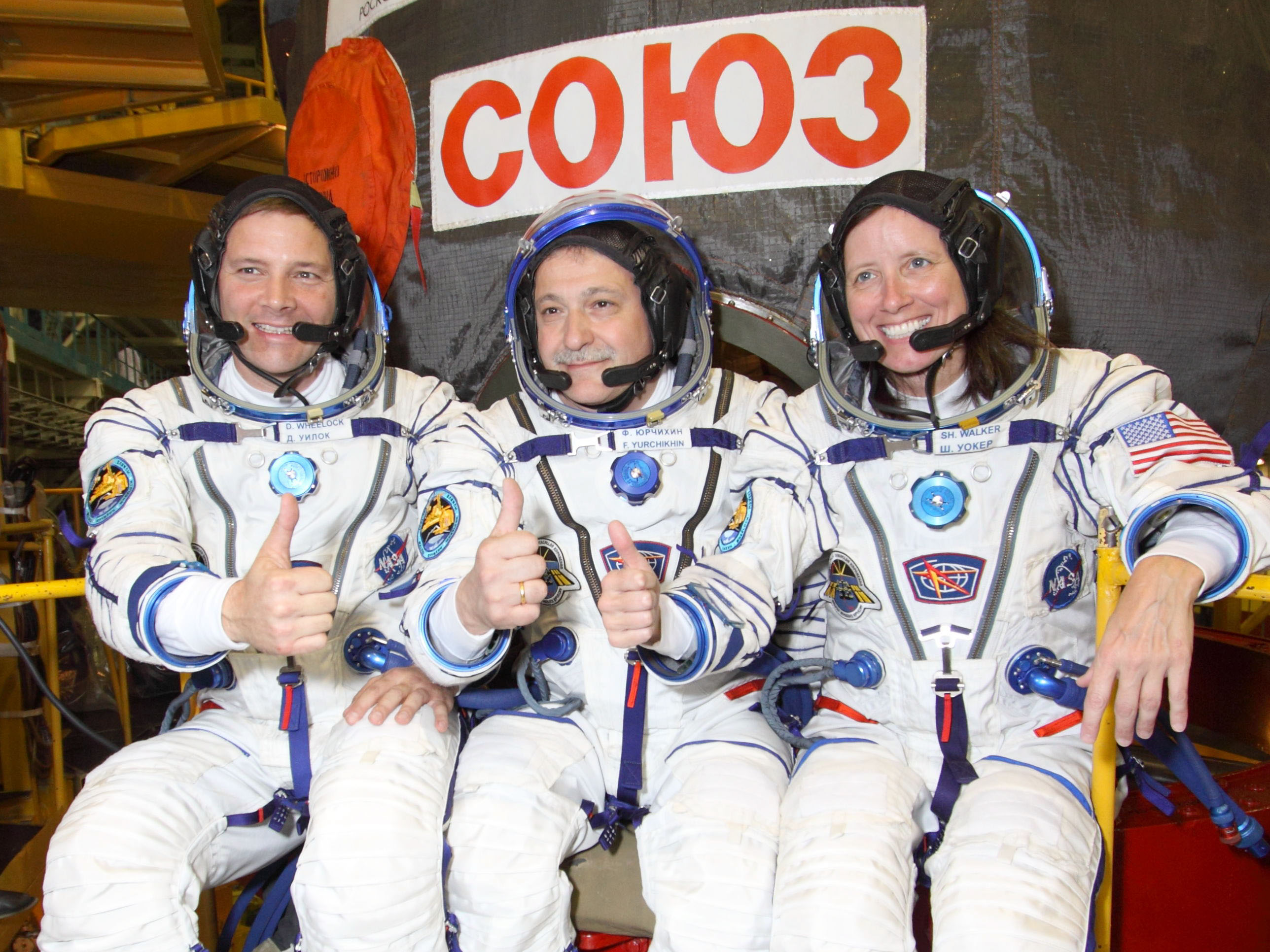
Załoga Sojuza TMA-19. Od lewej: Douglas Wheelock, Fiodor Jurczichin i Shannon Walker

Douglas Harry „Wheels” Wheelock (ur. 5 maja 1960 w Binghamton) – amerykański astronauta, pilot wojskowy, inżynier, pułkownik United States Army.

## Wykształcenie i służba wojskowa
- 1978 – ukończył szkołę średnią (Windsor Central High School) w Windsor w stanie Nowy Jork.
- Maj 1983 – ukończył Akademię Wojskową Stanów Zjednoczonych w West Point, uzyskując licencjat w zakresie nauk stosowanych i inżynierii. Następnie w stopniu  podporucznika rozpoczął służbę w piechocie US Army.
- 1984–1992 – po ukończeniu armijnej szkoły lotniczej, we wrześniu 1984 uzyskał kwalifikacje pilota wojskowego. Służył na różnych stanowiskach, m.in. był dowódcą oddziału kawalerii powietrznej w 9. pułku kawalerii (9th Cavalry Regiment). Później został skierowany do dyrekcji lotniczej ds. rozwoju środków walki (Aviation Directorate of Combat Developments), gdzie jako inżynier zajmował się badaniem i wdrożeniem nowych typów uzbrojenia.
- 1992 – uzyskał magisterium w dziedzinie inżynierii lotniczej w Georgia Institute of Technology w Atlancie.
- 1993 – otrzymał skierowanie na roczny kurs w Szkole Pilotów Doświadczalnych Marynarki Wojennej.
- 1994–1996 – po ukończeniu ww. kursu został pilotem doświadczalnym w Technicznym Centrum Doświadczalnym Lotnictwa Sił Lądowych (Army Aviation Technical Test Center). Latając śmigłowcami OH-58D Kiowa i UH-60A/L Black Hawk oraz samolotami RU-21H King Air i C-23 Sherpa, testował m.in. elektroniczne systemy lokalizacji i śledzenia.  Później objął stanowisko szefa wydziału w Biurze Narodowego Programu ds. Wywiadu i Walki Elektronicznej (National Program Office for Intelligence and Electronic Warfare).
- W trakcie służby odbył szkolenie dla żołnierzy wojsk powietrznodesantowych (Army Airborne Course i Air Assault Course) oraz zaliczył kursy wyższe dla oficerów piechoty i lotnictwa. Ponadto ukończył Combined Arms Services Staff School i United States Army Command and General Staff College. Brał udział w operacjach bojowych podczas działań wojennych na Bałkanach i w Afganistanie.

Jako pilot wylatał ponad 7000 godzin za sterami przeszło czterdziestu sześciu typów śmigłowców i samolotów.

## Praca w NASA i kariera astronauty
- Sierpień 1996 – rozpoczął pracę jako inżynier w Centrum Lotów Kosmicznych im. Lyndona B. Johnsona (JSC). Zajmował się testowaniem wyposażenia wahadłowców.
- 1997 – kierował zespołem ds. integracji urządzeń odpowiadających za połączenie wahadłowca z rosyjską stacją kosmiczną Mir podczas misji STS-86. Jednocześnie pełnił funkcję głównego inżyniera ds. przystosowania osprzętu do technicznych wymogów Międzynarodowej Stacji Kosmicznej (ISS).
- 4 czerwca 1998 – został zakwalifikowany do 17. grupy astronautów NASA.
- 2000 – po zakończeniu dwuletniego szkolenia podstawowego uzyskał kwalifikacje specjalisty misji. Następnie został skierowany do Biura Astronautów NASA z przydziałem do wydziału ds. Międzynarodowej Stacji Kosmicznej (ISS Operations Branch), w którym zajmował się integracją rosyjskiego sprzętu i oprogramowania komputerowego z systemami funkcjonującymi na ISS. Wydelegowany do Rosji, ściśle współpracował w Moskwie z RKK Energia przy opracowaniu dwujęzycznych procedur dla załóg ISS. Kierował ponadto wspólnym zespołem rosyjsko-amerykańskim, który na kosmodromie Bajkonur przeprowadzał przegląd techniczny pierwszych czterech bezzałogowych statków towarowych Progress, dostarczających zaopatrzenie na ISS.
- 2001–2003 – podczas ekspedycji drugiej (147-dniowej) i czwartej (195-dniowej) był członkiem naziemnych ekip wspierających astronautów pracujących na ISS. W sierpniu 2002 objął w Centrum Kontroli Lotów (JSC) w Houston funkcję operatora łączności (CapCom) z załogami przebywającymi na orbicie. W tym okresie przeszedł także szkolenie do pracy w otwartej przestrzeni kosmicznej oraz w zakresie obsługi manipulatora MSS.
- 2004 – wziął udział w dziesięciodniowej podwodnej misji NEEMO-6 Narodowego Centrum Badań Podmorskich (National Undersea Research Center – NURC).
- 2005 – pełnił funkcję dyrektora operacyjnego NASA w Centrum Wyszkolenia Kosmonautów im. J. Gagarina w podmoskiewskim Gwiezdnym Miasteczku. Odpowiadał za przygotowania astronautów amerykańskich do lotów na Międzynarodową Stację Kosmiczną oraz koordynację współpracy NASA z Roskosmosem.
- 19 czerwca 2006 – został powołany do załogi wyprawy STS-120 jako specjalista misji.
- 23 października – 7 listopada 2007 – uczestniczył w locie STS-120 wahadłowca Discovery.
- 2008 – został wyznaczony do załogi Ekspedycji 24 i Sojuza TMA-19.
- 15 czerwca – 26 listopada 2010 – uczestniczył jako inżynier pokładowy w Ekspedycji 24, a następnie dowodził Ekspedycją 25.

## Odznaczenia i nagrody
- Master Army Astronaut Badge
- Master Space Operations Badge
- Basic Parachutist Badge
- Air Assault Badge
- Medal Departamentu Obrony za Wzorową Służbę
- Legia Zasługi
- Medal Departamentu Obrony za Chwalebną Służbę
- Medal za Chwalebną Służbę – dwukrotnie
- Medal Pochwalny
- Medal za Osiągnięcie – dwukrotnie
- Army Good Conduct Medal
- National Defense Service Medal – dwukrotnie
- Global War on Terrorism Service Medal
- Afghanistan Campaign Medal – trzykrotnie
- Korea Defense Service Medal
- Army Service Ribbon
- Army Overseas Service Ribbon
- NASA Distinguished Service Medal
- Medal za Lot Kosmiczny – dwukrotnie
- NASA Superior Accomplishment Award (2002, 2004)
- Medal NATO za misje na Bałkanach – dwukrotnie
- Złoty Medal FAI im. Jurija Gagarina (2010)
- Medal „Za zasługi w podboju kosmosu” (2011, Rosja)[1]
- Doktorat honorowy Oklahoma Christian University (2012)
- Universal Astronaut Insignia za lot orbitalny (nr 463) – Stowarzyszenie Uczestników Lotów Kosmicznych (Association of Space Explorers(inne języki))[2]

## Wykaz lotów
| Loty kosmiczne, w których uczestniczył Douglas H. Wheelock   | Loty kosmiczne, w których uczestniczył Douglas H. Wheelock | Loty kosmiczne, w których uczestniczył Douglas H. Wheelock | Loty kosmiczne, w których uczestniczył Douglas H. Wheelock | Loty kosmiczne, w których uczestniczył Douglas H. Wheelock | Loty kosmiczne, w których uczestniczył Douglas H. Wheelock | Loty kosmiczne, w których uczestniczył Douglas H. Wheelock |
| Nr                                                           | Data startu                                                | Data lądowania                                             | Statek kosmiczny                                           | Funkcja                                                    | Czas trwania                                               |                                                            |
| ------------------------------------------------------------ | ---------------------------------------------------------- | ---------------------------------------------------------- | ---------------------------------------------------------- | ---------------------------------------------------------- | ---------------------------------------------------------- | ---------------------------------------------------------- |
| 1                                                            | 23 października 2007                                       | 7 listopada 2007                                           | STS-120 Discovery F-34                                     | Specjalista misji (MS-1)                                   | 15 dni 2 godziny 23 minuty                                 |                                                            |
| 2                                                            | 15 czerwca 2010                                            | 26 listopada 2010                                          | Sojuz TMA-19 ISS-Ekspedycja 24 ISS-Ekspedycja 25           | Inżynier pokładowy Dowódca ISS                             | 163 dni 7 godzin 11 minut                                  |                                                            |
| Łączny czas spędzony w kosmosie – 178 dni 9 godzin 34 minuty |                                                            |                                                            |                                                            |                                                            |                                                            |                                                            |